# Myzomela rubratra
El mielero de Micronesia (Myzomela rubratra) es una especie de ave paseriforme de la familia Meliphagidae que vive en varios archipiélagos de Micronesia.

## Subespecies
- Myzomela rubratra asuncionis
- Myzomela rubratra dichromata
- Myzomela rubratra kobayashii
- Myzomela rubratra kurodai
- Myzomela rubratra major
- Myzomela rubratra rubratra
- Myzomela rubratra saffordi

## Distribución
El mielero de Micronesia se extiende por las islas Marianas del Norte, incluyendo isla Rota, Tinian, Saipán, Yap, Chuuk y Pohnpei, además de Kosrae de Micronesia y en las de Palaos. En el pasado se encontraba también en Guam.